# Besar Halimi
Besar Halimi (Francoforte sul Meno, 12 dicembre 1994) è un calciatore tedesco naturalizzato kosovaro, centrocampista dello Śląsk Breslavia.

## Biografia
È di origini kosovare-albanesi.

## Carriera

### Nazionale
Dopo aver giocato con le nazionali giovanili tedesche Under-18 ed Under-19, tra il 2016 ed il 2021 ha totalizzato complessivamente 32 presenze e 3 reti con la maglia della nazionale maggiore kosovara.

## Statistiche

### Cronologia presenze e reti in nazionale
| Cronologia completa delle presenze e delle reti in nazionale ― Kosovo | Cronologia completa delle presenze e delle reti in nazionale ― Kosovo | Cronologia completa delle presenze e delle reti in nazionale ― Kosovo | Cronologia completa delle presenze e delle reti in nazionale ― Kosovo | Cronologia completa delle presenze e delle reti in nazionale ― Kosovo | Cronologia completa delle presenze e delle reti in nazionale ― Kosovo | Cronologia completa delle presenze e delle reti in nazionale ― Kosovo | Cronologia completa delle presenze e delle reti in nazionale ― Kosovo |
| Data                                                                  | Città                                                                 | In casa                                                               | Risultato                                                             | Ospiti                                                                | Competizione                                                          | Reti                                                                  | Note                                                                  |
| --------------------------------------------------------------------- | --------------------------------------------------------------------- | --------------------------------------------------------------------- | --------------------------------------------------------------------- | --------------------------------------------------------------------- | --------------------------------------------------------------------- | --------------------------------------------------------------------- | --------------------------------------------------------------------- |
| 3-6-2016                                                              | Francoforte                                                           | Fær Øer                                                               | 0 – 2                                                                 | Kosovo                                                                | Amichevole                                                            | -                                                                     | 79’                                                                   |
| 5-9-2016                                                              | Turku                                                                 | Finlandia                                                             | 1 – 1                                                                 | Kosovo                                                                | Qual. Mondiali 2018                                                   | -                                                                     | 81’                                                                   |
| 6-10-2016                                                             | Scutari                                                               | Kosovo                                                                | 0 – 6                                                                 | Croazia                                                               | Qual. Mondiali 2018                                                   | -                                                                     | 58’                                                                   |
| 5-9-2017                                                              | Scutari                                                               | Kosovo                                                                | 0 – 1                                                                 | Finlandia                                                             | Qual. Mondiali 2018                                                   | -                                                                     | 62’                                                                   |
| 6-10-2017                                                             | Scutari                                                               | Kosovo                                                                | 0 – 2                                                                 | Ucraina                                                               | Qual. Mondiali 2018                                                   | -                                                                     | 86’                                                                   |
| 9-10-2017                                                             | Reykjavík                                                             | Islanda                                                               | 2 – 0                                                                 | Kosovo                                                                | Qual. Mondiali 2018                                                   | -                                                                     | 78’                                                                   |
| 13-11-2017                                                            | Kosovska Mitrovica                                                    | Kosovo                                                                | 4 – 3                                                                 | Lettonia                                                              | Amichevole                                                            | 1                                                                     |                                                                       |
| 29-5-2018                                                             | Zurigo                                                                | Albania                                                               | 0 – 3                                                                 | Kosovo                                                                | Amichevole                                                            | -                                                                     |                                                                       |
| 10-9-2018                                                             | Pristina                                                              | Kosovo                                                                | 2 – 0                                                                 | Fær Øer                                                               | UEFA Nations League 2018-2019 - 1º Turno                              | -                                                                     | 68’                                                                   |
| 11-10-2018                                                            | Pristina                                                              | Kosovo                                                                | 3 – 1                                                                 | Malta                                                                 | UEFA Nations League 2018-2019 - 1º turno                              | -                                                                     | 74’                                                                   |
| 14-10-2018                                                            | Tórshavn                                                              | Fær Øer                                                               | 1 – 1                                                                 | Kosovo                                                                | UEFA Nations League 2018-2019 - 1º Turno                              | -                                                                     | 54’ 64’                                                               |
| 17-11-2018                                                            | Ta' Qali                                                              | Malta                                                                 | 0 – 5                                                                 | Kosovo                                                                | UEFA Nations League 2018-2019 - 1º Turno                              | -                                                                     | 61’                                                                   |
| 20-11-2018                                                            | Pristina                                                              | Kosovo                                                                | 4 – 0                                                                 | Azerbaigian                                                           | UEFA Nations League 2018-2019 - 1º turno                              | -                                                                     | 85’                                                                   |
| 21-3-2019                                                             | Pristina                                                              | Kosovo                                                                | 2 – 2                                                                 | Danimarca                                                             | Amichevole                                                            | -                                                                     | 81’                                                                   |
| 25-3-2019                                                             | Pristina                                                              | Kosovo                                                                | 1 – 1                                                                 | Bulgaria                                                              | Qual. Euro 2020                                                       | -                                                                     | 58’ 90+2’                                                             |
| 7-6-2019                                                              | Podgorica                                                             | Montenegro                                                            | 1 – 1                                                                 | Kosovo                                                                | Qual. Euro 2020                                                       | -                                                                     |                                                                       |
| 10-6-2019                                                             | Sofia                                                                 | Bulgaria                                                              | 2 – 3                                                                 | Kosovo                                                                | Qual. Euro 2020                                                       | -                                                                     | 78’                                                                   |
| 7-9-2019                                                              | Pristina                                                              | Kosovo                                                                | 2 – 1                                                                 | Rep. Ceca                                                             | Qual. Euro 2020                                                       | -                                                                     | 87’                                                                   |
| 10-9-2019                                                             | Southampton                                                           | Inghilterra                                                           | 5 – 3                                                                 | Kosovo                                                                | Qual. Euro 2020                                                       | -                                                                     | 64’                                                                   |
| 14-11-2019                                                            | Plzeň                                                                 | Rep. Ceca                                                             | 2 – 1                                                                 | Kosovo                                                                | Qual. Euro 2020                                                       | -                                                                     | 46’                                                                   |
| 17-11-2019                                                            | Pristina                                                              | Kosovo                                                                | 0 – 4                                                                 | Inghilterra                                                           | Qual. Euro 2020                                                       | -                                                                     | 65’                                                                   |
| 6-9-2020                                                              | Pristina                                                              | Kosovo                                                                | 1 – 2                                                                 | Grecia                                                                | UEFA Nations League 2020-2021 - 1º turno                              | -                                                                     | 55’                                                                   |
| 24-3-2021                                                             | Pristina                                                              | Kosovo                                                                | 4 – 0                                                                 | Lituania                                                              | Amichevole                                                            | 1                                                                     | 54’                                                                   |
| 28-3-2021                                                             | Pristina                                                              | Kosovo                                                                | 0 – 3                                                                 | Svezia                                                                | Qual. Mondiali 2022                                                   | -                                                                     | 72’ 75’                                                               |
| 31-3-2021                                                             | Siviglia                                                              | Spagna                                                                | 3 – 1                                                                 | Kosovo                                                                | Qual. Mondiali 2022                                                   | 1                                                                     | 82’                                                                   |
| 1-6-2021                                                              | Pristina                                                              | Kosovo                                                                | 4 – 1                                                                 | San Marino                                                            | Amichevole                                                            | -                                                                     | 71’                                                                   |
| 4-6-2021                                                              | Klagenfurt am Wörthersee                                              | Kosovo                                                                | 2 – 1                                                                 | Malta                                                                 | Amichevole                                                            | -                                                                     | 69’                                                                   |
| 2-9-2021                                                              | Batumi                                                                | Georgia                                                               | 0 – 1                                                                 | Kosovo                                                                | Qual. Mondiali 2022                                                   | -                                                                     | 68’                                                                   |
| 5-9-2021                                                              | Pristina                                                              | Kosovo                                                                | 1 – 1                                                                 | Grecia                                                                | Qual. Mondiali 2022                                                   | -                                                                     | 68’ 84’                                                               |
| 12-10-2021                                                            | Pristina                                                              | Kosovo                                                                | 1 – 2                                                                 | Georgia                                                               | Qual. Mondiali 2022                                                   | -                                                                     | 74’                                                                   |
| 10-11-2021                                                            | Pristina                                                              | Kosovo                                                                | 0 – 2                                                                 | Giordania                                                             | Amichevole                                                            | -                                                                     | 38’ 46’                                                               |
| 14-11-2021                                                            | Amarousio                                                             | Grecia                                                                | 1 – 1                                                                 | Kosovo                                                                | Qual. Mondiali 2022                                                   | -                                                                     | 70’                                                                   |
| Totale                                                                |                                                                       | Presenze                                                              | 32                                                                    |                                                                       | Reti                                                                  | 3                                                                     |                                                                       |

## Palmarès

### Club

#### Competizioni nazionali
- Coppa di Danimarca: 1

Brøndby: 2017-2018